# هادف سیف
هادف سیف (انگلیسی: Hadef Saif؛ زادهٔ ۱۷ فوریهٔ ۱۹۸۵) یک بازیکن فوتبال است.